# Wilhelm His (medico 1831)
Wilhelm Senior His (Basilea, 9 luglio 1831 – Lipsia, 1º maggio 1904) è stato un medico svizzero.

## Biografia
Docente all'università di Basilea dal 1857 e all'università di Lipsia dal 1872; nel 1875 diresse la costruzione dell'Istituto anatomico di Lipsia. Suo figlio fu Wilhelm His, scopritore del eponimo fascio del cuore.

## Attività scientifica
Inventò nel 1866 il microtomo, che gli permise di elaborare i modelli di His-Steger, immagini tridimensionali raffigurante l'embrione umano.